# Andrzej Rzepliński
Andrzej Rzepliński (ur. 26 listopada 1949 w Ciechanowie) – polski prawnik, profesor nauk prawnych, nauczyciel akademicki, profesor zwyczajny Uniwersytetu Warszawskiego, w latach 2007–2016 sędzia Trybunału Konstytucyjnego, w latach 2010–2016 prezes Trybunału Konstytucyjnego.

## Życiorys
Andrzej Rzepliński urodził się w Ciechanowie jako syn Heleny i Klemensa, którzy prowadzili gospodarstwo w pobliskim Przążewie. Ukończył w 1971 studia na Wydziale Prawa i Administracji Uniwersytetu Warszawskiego. W latach 1971–1972 odbył aplikację w prokuraturze powiatowej w Garwolinie, a w latach 1972–1975 studia doktoranckie w zakresie kryminologii w Instytucie Nauk Prawnych PAN. W 1978 uzyskał stopień doktora z zakresu kryminologii, a w 1990 stopień doktora habilitowanego (dysertacja pt. Sądownictwo w Polsce Ludowej. Między dyspozycyjnością a niezawisłością). W 2000 otrzymał tytuł naukowy profesora.
Zawodowo związany z Instytutem Profilaktyki Społecznej i Resocjalizacji UW, gdzie w 1975 rozpoczął pracę jako asystent. W 1978 awansował na adiunkta, a w 1992 na profesora. Został także kierownikiem Katedry Kryminologii i Polityki Kryminalnej IPSiR, pełnił funkcję m.in. dziekana Wydziału Stosowanych Nauk Społecznych i Resocjalizacji UW (2002–2005). Jest autorem licznych publikacji naukowych.
Od 1969 należał do Polskiej Zjednoczonej Partii Robotniczej. Od 1977 do 1978 i od 1979 był członkiem egzekutywy, od 1978 do 1979 II sekretarzem, a od marca 1981 I sekretarzem POP PZPR w Instytucie Profilaktyki Społecznej i Resocjalizacji UW. W kwietniu 1981 został także członkiem komitetu uczelnianego PZPR na UW. Z członkostwa w partii zrezygnował w grudniu 1981. Komitet Uczelniany PZPR przy Uniwersytecie Warszawskim formalnie nie przyjął jego rezygnacji, a 21 stycznia 1982 podjął decyzję o wydaleniu go z partii z uwagi na członkostwo w NSZZ „Solidarność”. W latach 80. był nadal związany z „Solidarnością”, uczestniczył w pracach Centrum Obywatelskich Inicjatyw Ustawodawczych Solidarności.
Członek Komitetu Helsińskiego w Polsce, objął stanowisko sekretarza zarządu Helsińskiej Fundacji Praw Człowieka, a także członka rady programowej Programu Spraw Precedensowych w tej fundacji. Działał jako ekspert ONZ, Rady Europy i OBWE. Specjalizuje się w dziedzinie kryminologii, prawie karnym i prawach człowieka. Jako ekspert sejmowy współpracował nad ustawą o Instytucie Pamięci Narodowej, doradzał później prezesowi IPN Leonowi Kieresowi (2001–2005) i koordynatorowi ds. służb specjalnych Januszowi Pałubickiemu (1997–2001). W 1998 był kandydatem na funkcję generalnego inspektora ochrony danych osobowych, nie został wybrany na to stanowisko przez Sejm III kadencji. Został też członkiem Polskiego Towarzystwa Prawa Konstytucyjnego.
W latach 1996–2001 był członkiem Rady Programowej, a od 2004 Rady Konsultacyjnej Centrum Monitoringu Wolności Prasy. W 2005 kandydował, z rekomendacji PO, na stanowisko rzecznika praw obywatelskich w związku z upływem kadencji Andrzeja Zolla. W pierwszym głosowaniu w czerwcu nie uzyskał poparcia Sejmu; zgłoszony ponownie w lipcu otrzymał rekomendację Sejmu, jednak jego kandydaturę odrzucił w tym samym miesiącu zdominowany przez SLD Senat.
W 2006 był kandydatem na sędziego Trybunału Konstytucyjnego, nie został wybrany na to stanowisko przez Sejm V kadencji. 18 grudnia 2007 został wybrany przez Sejm VI kadencji na urząd sędziego Trybunału Konstytucyjnego, który objął następnego dnia. 3 grudnia 2010 powołano go na prezesa TK. Jego kadencja zakończyła się 19 grudnia 2016.
W 2018 nakładem Prószyński Media wydany został przeprowadzony przez Jana Osieckiego wywiad rzeka z Andrzejem Rzeplińskim zatytułowany Sędzia gorszego sortu, w którym były prezes TK poruszył m.in. historię swojej działalności prawniczej oraz temat kryzysu wokół Trybunału Konstytucyjnego w Polsce.
W tym samym roku wszedł w skład powołanego przez Lecha Wałęsę Komitetu Obywatelskiego, mającego skupić się na monitorowaniu prawidłowego przebiegu wyborów w Polsce w latach 2018–2020.

## Życie prywatne
W 1971 zawarł związek małżeński z prawniczką Ireną Rzeplińską, ma dwie córki.

## Odznaczenia i wyróżnienia
- Krzyż Kawalerski Orderu Odrodzenia Polski (1997)[14]
- Złota Odznaka „Za zasługi dla więziennictwa” (2024)
- Krzyż Komandorski Orderu Wielkiego Księcia Giedymina (Litwa, 2013)[15]
- Medal Pro Ecclesia et Pontifice (2015)[16], nadany przez papieża Franciszka za zasługi dla Kościoła rzymskokatolickiego i systemu prawnego w Polsce oraz zgodność poglądów na karę śmierci z nauczaniem papieża Jana Pawła II[1][16]; przyjęcie odznaczenia spotkało się z krytyką niektórych środowisk[1]
- Tytuł honorowego obywatela Ciechanowa (2014)[17]
- Nagroda Kisiela (2015) przyznana „za obronę demokratycznego państwa prawa”[18]
- Doktorat honoris causa Uniwersytetu w Osnabrücku (2016)[19]
- Medal Senatu Rzeczypospolitej Polskiej (2016)[20]